# Хауард-Бич (станция аэроэкспресса)
Хауард-Бич (англ. Howard Beach) — станция автоматического аэроэкспресса аэропорта имени Джона Кеннеди. Рядом со станцией расположена одноимённая станция Нью-Йоркского метрополитена. Станция имеет одну островную крытую платформу. Платформа, как и вся линия, эстакадная. Рассчитана на приём двухвагонного состава. Рядом располагается парковка С близлежащего аэропорта. Пути заканчиваются тупиками с западного конца платформы. К востоку от станции располагается перекрёстный съезд и депо мини-поездов JFK.